# 베스트라예탈란드주

베스트라예탈란드 주의 문장

베스트라예탈란드 주의 위치

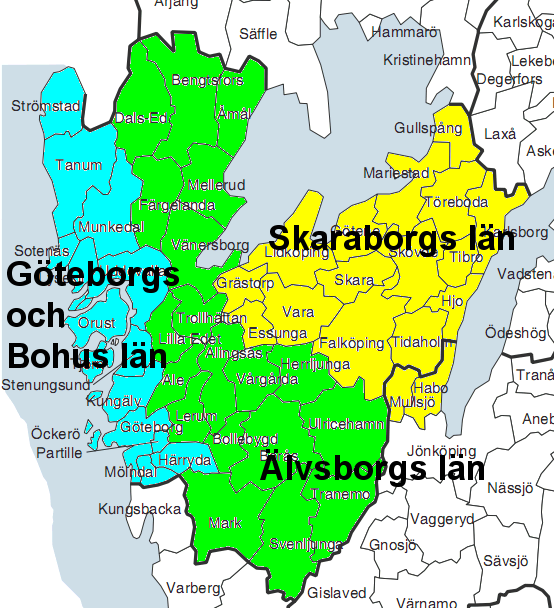
베스트라예탈란드 주로 합병된 3개 주의 위치
초록색: 엘브스보리 주
파란색: 예테보리 보후스 주
노란색: 스카라보리 주

베스트라예탈란드주(스웨덴어: Västra Götalands län)는 스웨덴 서부 연안에 위치한 주로 주도는 예테보리이며 면적은 23,945km2, 인구는 1,589,016명(2011년 기준)이다.
1998년 1월 1일에 엘브스보리 주와 예테보리 보후스 주, 스카라보리 주를 합병하여 신설되었다. 북쪽으로는 베름란드주와 외레브로주, 동쪽으로는 외스테르예틀란드주와 옌셰핑주, 남쪽으로는 할란드주, 북서쪽으로는 노르웨이의 외스트폴주와 접한다. 북동쪽으로는 베테른호, 동쪽으로는 베네른호와 접하며 서쪽으로는 스카게라크 해협과 접한다.

## 자치시

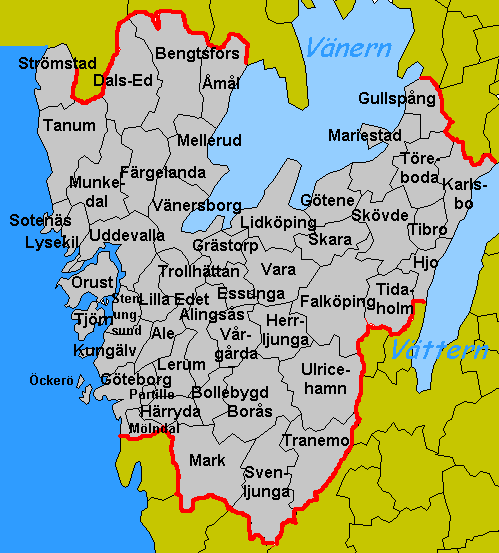
베스트라예탈란드 주의 자치시

베스트라예탈란드주는 49개 자치시로 구성되어 있다.
- 알레시 (Ale)
- 알링소스시 (Alingsås)
- 벵츠포르스시 (Bengtsfors)
- 볼레뷔그드시 (Bollebygd)
- 보로스시 (Borås)
- 달스에드시 (Dals-Ed)
- 에숭아시 (Essunga)
- 팔셰핑시 (Falköping)
- 페리엘란다시 (Färgelanda)
- 그레스토르프시 (Grästorp)
- 굴스퐁시 (Gullspång)
- 예테네시 (Götene)
- 예테보리시 (Göteborg)
- 헤르융아시 (Herrljunga)
- 히오시 (Hjo)
- 헤뤼다시 (Härryda)
- 칼스보리시 (Karlsborg)
- 쿵엘브시 (Kungälv)
- 레룸시 (Lerum)
- 리드셰핑시 (Lidköping)
- 릴라에데트시 (Lilla Edet)
- 뤼세실시 (Lysekil)
- 마리에스타드시 (Mariestad)
- 마르크시 (Mark)
- 멜레루드시 (Mellerud)
- 뭉케달시 (Munkedal)
- 묄른달시 (Mölndal)
- 오루스트시 (Orust)
- 파르틸레시 (Partille)
- 스카라시 (Skara)
- 셰브데시 (Skövde)
- 소테네스시 (Sotenäs)
- 스테눙순드시 (Stenungsund)
- 스트룀스타드시 (Strömstad)
- 스벤융아시 (Svenljunga)
- 타눔시 (Tanum)
- 티브로시 (Tibro)
- 티다홀름시 (Tidaholm)
- 셰른시 (Tjörn)
- 트라네모시 (Tranemo)
- 트롤헤탄시 (Trollhättan)
- 퇴레보다시 (Töreboda)
- 우데발라시 (Uddevalla)
- 울리세함시 (Ulricehamn)
- 바라시 (Vara)
- 보르고르다시 (Vårgårda)
- 베네르스보리시 (Vänersborg)
- 오몰시 (Åmål)
- 외케뢰시 (Öckerö)